# Better Days (OneRepublic)
Better Days è un singolo del gruppo musicale statunitense OneRepublic, pubblicato il 25 marzo 2020 come quinto estratto dal quinto album in studio Human.

## Descrizione
Il brano è stato composto dal frontman Ryan Tedder durante la quarantena causata dalla pandemia di COVID-19 del 2019-2021. Tedder afferma che le cose andranno inevitabilmente meglio e che una volta fatto tutto questo, tutti gioiranno insieme e avranno giorni migliori rispetto a prima.
Ryan Tedder, Brent Kutzle e Tyler Spry sono stati esposti a due persone con coronavirus quando erano a Londra in concerto. Quando sono tornati, si sono messi in quarantena per due settimane. Tedder non sapeva quanto fosse grave la pandemia fino a quando non sono arrivate altre informazioni e azioni, come il blocco di Los Angeles. Nove mesi prima della sua quarantena, aveva scritto il ritornello per Better Days, ma non sapeva di cosa parlassero i versi. Quindi l'opportunità si è presentata e Tedder è stato ispirato a scrivere questa canzone in modo da poterla pubblicare il prima possibile.

## Tracce
Testi e musiche di Ryan Tedder, Brent Kutzle e Tyler Spry.
Download digitale
1. Better Days – 2:24

Download digitale – Live Quarantine Recording
1. Better Days (Live Quarantine Recording) – 2:27

Download digitale – versione spagnola
1. Better Days - Mejores días (with Khea) – 2:24

## Classifiche
| Classifica (2020) | Posizione massima |
| ----------------- | ----------------- |
| Svizzera          | 53                |
| Ungheria          | 39                |

## Better Days - Giorni migliori
Il 29 maggio 2020 il gruppo ha pubblicato una versione in lingua italoinglese del brano incisa con i Negramaro e intitolata Better Days - Giorni migliori.

### Tracce
1. Better Days - Giorni migliori (with Negramaro) – 2:24

### Classifiche
| Classifica (2020) | Posizione massima |
| ----------------- | ----------------- |
| Italia            | 38                |
| San Marino        | 25                |